# Sound Asleep
Sound Asleep (también llamado oficialmemte «Whisper»)[cita requerida] es el segundo extended play creado por la banda de rock gótico, Evanescence. Fue editado en el año 1999 por Evanescence como iniciativa privada y sin carátula. Su significado es «dormido/a tranquilamente». En ese momento, la banda tan solo estaba formada por Ben Moody y Amy Lee.

## Información
Se lanzaron únicamente 50 copias de este CD a nivel local (en Little Rock, Arkansas) y fueron todas vendidas en una sola noche.
La canción «Ascension of the Spirit» originalmente dura 11 min 48 s y se compone mayormente de silencio; el primer sonido es un clip, que hace referencia a la película My Boyfriend’s Back, de 1993, lo cual sucede por el minuto 2:55. Cuando por internet se comenzaron a vender ediciones falsas del EP, la canción se acortó hasta los últimos 3:16 minutos de la canción, que son los únicos con música (la versión corta), siendo falsas el 99,9 % de las copias encontradas en línea. Brad Caviness de Bigwig Enterprises aclara detalles del lanzamiento:

As far as I know, ALL copies of the Sound Asleep EP were burned with same contents and sequencing, including the instrumental version of “Give Unto Me”, “Ascension of the Spirit”, and the lengthy silences preceding the hidden tracks. I can truthfully say I never made the statements attributed to me (by the eBay seller) and, in fact, was not in on any of the discussions regarding the contents or sequencing of the disc. My involvement in the EP was limited to some artwork I mocked up for the project (as did Adrian James) that was ultimately rejected when Ben decided to go with the unprinted discs to save money as well as add mystique, and the fulfillment of about ten ‘orders’ for the disc that were run through me to Ben. So far as a I know, all 50 copies were identical, and all were sold within a 24 hour period.
Hasta donde sé, TODAS las copias del EP Sound Asleep fueron quemadas con el mismo contenido y secuenciación, incluyendo la versión instrumental de «Give Unto Me», «Ascension of the Spirit» y los larguísimos silencios precediendo las pistas ocultas. Puedo decir verazmente que nunca hice las declaraciones atribuidas a mí (por el vendedor de eBay) y, de hecho, yo no estuve en ninguna las discusiones acerca del contenido o secuenciación del disco. Mi participación en el EP estaba limitada a alguna carátula de demostración que hice para el proyecto (como hizo Adrian James), que fue últimamente rechazada cuando Ben decidió ir con los discos sin impresión para guardar dinero, así como agregar misterio, y la realización de alrededor de diez “pedidos” para el disco que fueron circulados a través de mí a Ben. Por lo que sé, todas las 50 copias eran idénticas y todas fueron vendidas dentro de un periodo de 24 horas.
Bradley S. Caviness, Bigwig Enterprises.

## Lista de canciones
| Versión oficial |                                           |                      |          |  |
| N.º             | Título                                    | Escritor(es)         | Duración |  |
| 1.              | «Give Unto Me» (instrumental)             | Lee, A.              | 2:00     |  |
| 2.              | «Whisper»                                 | Lee, A., y Moody, B. | 3:01     |  |
| 3.              | «Understanding» (versión Sound Asleep EP) | Lee, A., y Moody, B. | 4:06     |  |
| 4.              | «Forgive Me»                              | Moody, B.            | 3:01     |  |
| 5.              | «Understanding» (versión Evanescence EP)  |                      | 7:21     |  |
| 6.              | «Ascension of the Spirit»                 |                      | 11:48    |  |
| 33:11           |                                           |                      |          |  |

## Carátula
Buscando en las páginas viejas de Bigwig Enterprises a través de Wayback Machine se puede encontrar una imagen abstracta de color rojo como la carátula de este EP. Ésta es la única forma de tener acceso a la imagen original, cuyo tamaño es de 185 × 185 pixeles. El archivo se llama «goblin.jpg» (duende en español) y no se sabe si tiene algo que ver con la imagen y/o con la banda. Esta carátula aparece en la página, pero nunca fue impresa. En 2003 fue reemplazada por una imagen de un CD genérico. La carátula del «duende» nunca fue usada, ya que todas las copias conocidas de Sound Asleep fueron vendidas sin carátula.